# Pam Brink Stadium
Le Pam Brink Stadium est un stade de la ville de Springs (province du Gauteng), en Afrique du Sud.
D'une capacité de 22 000 places, il accueille les matches à domicile du club de football de Benoni Premier United et fut pendant longtemps l'antre de l'Eastern Transvaal, équipe de rugby qui évolue en Currie Cup.

## Histoire
Il tient son nom de P.A.M. Brink, qui fut président de la "sous-fédération" de rugby de l'Eastern Transvaal (avant que celle-ci ne se détache de celle du Transvaal en 1947), et maire de la ville de Springs.
Il a été inauguré le 3 juillet 1949, à l'occasion d'un match entre l'Eastern Transvaal et les All Blacks, remporté par les Sud-Africains (6-5). En 1962, les Falcons y battirent les Lions Britanniques 19-16. En 1964, l'équipe de France y remporta une de ses plus grandes victoires contre les Springboks (8-6) devant plus de 56 000 spectateurs, beaucoup d'autres ayant dû rester à l'extérieur du stade. Un seul autre test s'y est tenu, en 2002 (victoire des Springboks contre l'Argentine 49-29).